# Collapsar de couche sphérique
Un collapsar de couche sphérique[réf. nécessaire] est un objet céleste hypothétique. 
C'est une étoile effondrée qui ressemble à un trou noir, mais qui se forme sans singularité ponctuelle centrale et sans horizon des événements. Le modèle de collapsar de couche sphérique a d'abord été proposé par Trevor W. Marshall et permet la formation d'étoiles à neutrons au-delà de la limite de Tolman-Oppenheimer-Volkoff de 0,7 M☉.

## Description
Un collapsar de couche sphérique est vide à l'intérieur et y incarne le modèle de deSitter. Selon le premier théorème de Newton, l'accélération de la gravité au centre de chaque corps céleste est nulle et remonte à sa surface (cf. PREM). Sans accélération de la gravité, la courbure de l'espace-temps au centre de chaque corps céleste est nulle. Pour une étoile à neutrons au-delà de la limite de Tolman-Oppenheimer-Volkoff, la dilatation temporelle due à la gravité est extrême à sa surface, de sorte que l'étoile à neutrons gèle pratiquement sur sa coque extérieure,. Une autre explication possible est que lorsque la loi en carré inverse de Newton est abandonnée, le théorème de la coquille de Newton ne s'applique plus au point de la plus grande courbure de l'espace, des forces gravitationnelles extérieures apparaissent et entraînent la matière intérieure dans la coquille. Selon Robert Luckett Shuler, l'entropie de la thermodynamique observable des objets physiques gravitationnels réels est décisive pour cette structure d'espace-temps. 
Le collapsar de couche sphérique est un cas particulier de gravastar. Dans un gravastar, une forme exotique de matière stabilise l'objet avec l'équation d'état de l'énergie sombre à l'intérieur. Le collapsar de couche sphérique aboutit à un résultat similaire avec la matière des étoiles à neutrons et les équations de champ d'Einstein.